# Rüppells trap
Rüppells trap (Heterotetrax rueppelii synoniem: Eupodotis rueppelii) is een vogel uit de familie van de trappen (Otididae). De vogel is genoemd naar de Duitse zoöloog Eduard Rüppell.

## Verspreiding en leefgebied
Deze soort komt voor in zuidwestelijk Afrika en telt twee ondersoorten:
- H. r. rueppelii: zuidelijk Angola en noordwestelijk Namibië.
- H. r. fitzsimonsi: het westelijke deel van Midden-Namibië.